# Johnny Dunn
Johnny Dunn (Memphis (Tennessee), 19 februari 1897 - Parijs, 20 augustus 1937) was een Amerikaanse jazz-trompettist. Hij was een pionier van de plunger mute (het bespelen van de trompet met een demper) en speelde onder meer met W.C. Handy, Jerry Roll Morton en Fats Waller. Voordat Louis Armstrong in de band van Fletcher Henderson ging spelen (1924), was Dunn dé trompettist in New York.
Dunn ging naar Fisk University in Nashville. Hij speelde solo in Memphis en werd rond 1916 ontdekt door pianist W.C. Handy, die hem in zijn band opnam. Hij speelde er tot 1920 en kreeg bekendheid door zijn spel in 'Sergeant Dunn's Bugle Call'. In 1920 ging hij naar de band van blues-zangeres Mamie Smith, waarmee hij in 1920 en 1921 opnamen maakte. In 1921 formeerde hij zijn eigen band, Original Jazz Hounds, waarmee hij opnames maakte. Ook begeleidde hij zangeres Edith Wilson op opnames voor Columbia Records (1921-1922). In 1922 sloot hij zich aan bij Plantation Orchestra die de muziek speelde voor de revue 'Plantation', waarin Edith Wilson zong. Dezelfde revue werd onder de naam 'From Dover Street to Dixie' in 1923 in Londen uitgevoerd. Dat jaar maakte hij ook verschillende opnames met zijn band. Langzaam werd hij echter door allerlei trompettisten (zoals Louis Armstrong) ingehaald en werd het spel van Dunn als ouderwets gezien.
In 1926 was Dunn opnieuw in Europa, nu met de revue 'Blackbirds' van Lew Leslie dat in Londens Pavillion Theatre 276 uitvoeringen had. Het orkest van de revue, the Plantation Orchestra onder leiding van Pike Davies maakte dat jaar ook enkele opnames voor Columbia. Hij  speelde daarna onder meer in Southern Syncopated Orchestra (met Sidney Bechet) en in het orkest van Noble Sissle. Ook speelde hij in shows van onder meer Florence Mills en Josephine Baker. In 1928 maakte hij in New York opnames met Jelly Roll Morton (13 maart), en met Fats Waller en James P. Johnson (26 maart). Hij keerde terug naar Europa met het Noble Sissle Orchestra en bleef daar vervolgens hangen. Hij had zijn eigen band, the New Yorkers, en woonde enige jaren in Nederland en Denemarken. Toen hij op veertigjarige leeftijd stierf aan tuberculose was hij vrijwel vergeten.

## Discografie (selectie)
- Complete Works, volume 1 (1921-1922), Document, cd
- Complete Works, volume 2 (1922-1928), Document, cd
- Cornet Blues, Frog, cd

- Bibliothèque nationale de France: cb13893512x (data)
- Gemeinsame Normdatei: 1060675714
- International Standard Name Identifier: 0000 0000 0293 5206
- Library of Congress Control Number: no94006819
- MusicBrainz: 95c0e4e5-258b-4f75-87e4-adc3a5b56a61
- Nationale Bibliotheek van Israël: 987007322890905171
- SNAC: w64x6hbb
- Système universitaire de documentation: 196862809
- Virtual International Authority File: 14958056